# パーツモデル
パーツモデルとは手や脚、目など体の部分的に特化して美を体現するために用いられるモデルのこと。主に、広告モデルなど。ヘアモデルは、髪型以外の顔立ちの美しさやバランスも含まれてくるので、原則としてパーツモデルにはあてはまらない。

## 概要
体全体を使うモデルと違い、手や足、目、背中など、体の一部のみをクロースアップして仕事を行う職業。仕事で使うパーツ部分に関して、日常生活においても管理が重要な事はモデルと同じである。

### 代表的なパーツ
- 手 - 俗に手タレとも呼ばれる
- 髪 - ヘアモデルを参照
- 背中
- 口
- 尻
- 足、脚 - 俗に足タレとも呼ばれる

なお、日本で初めて「手タレ」と「足タレ」になったのは1965年のミス・ユニバース日本代表だった片山マリである。

### 著名なパーツモデル
- 永瀬まり - 手
- 金子エミ - 手
- 彦坂桜 - 脚
- 米山真央 - 歯